# 동진 목제
진 효종 목황제 사마담(晉 孝宗 穆皇帝 司馬聃, 343년 ~ 361년)은 중국 동진의 제5대 황제(재위: 344년 ~ 361년)이다. 자는 팽자(彭子)이다.

## 생애
343년에 강제와 저산자의 외아들로 태어났다.
344년 8월에 강제의 병세가 위급하자 여러 대신들은 성제의 맏아들인 낭야왕 사마비를 맞이하여 세울 것을 청했으나 강제와 황후, 태후가 탐탁치 않아 하여 취소했다. 이에 중서감 유빙과 정서장군 유익 형제는 사도인 회계왕 사마욱을 후사로 세우자고 했으나 중서감 하충은 겨우 2살 밖에 안되는 사마담을 태자로 봉하자고 했는데 왠지 강제는 어린 아들을 태자로 봉했다. 9월에 강제가 사망하자 황제가 되었는데 저태후가 섭정하고 하충이 보좌했다. 하충은 재능과 식견이 있고 도량이 넓으며 친족이나 지인을 사사로이 돌보지 않고 나라를 잘 다스렸다. 346년 정월에 하충이 죽고 좌광록대부 채모와 사도인 회계왕 사마욱이 정사를 보좌했다.
이 때는 중원 지역이 혼란에 빠져 후조와 염위가 나란히 멸망하고 전진과 전연이 일어났다. 이 틈을 타서 환온은 큰 공을 세우고 제위를 차지하려고 북벌을 감행했는데 347년에 촉 땅의 성한을 쳤다. 환온은 불리한 조건에도 불구하고 결국 성한을 멸망시키고 후주 이세를 사로잡았으며 서촉 지방을 수복했다. 354년에는 전진을 쳐서 낙양을 함락시키고 평승루에 올랐다. 이어서 강주자사 사마훈과 함께 장안을 수복하기 위해 관중을 쳤는데 위연이 제안했다는 자오곡 계책을 그대로 활용했다가 보급로가 끊겨 철수했다. 사실 환온은 장안을 함락시킬 수도 있었으나 개인 의지 부족으로 시일을 끌었다. 이후 환온은 낙양을 영구히 영토로 지키기 위해 목제에게 낙양으로 환도하자고 했지만 목제의 무관심과 강남에 뿌리를 박은 사대부들의 반대로 뜻을 이루지 못하고 철수한다. 그 외에도 정북대장군 저곤, 중군장군 은호 등도 북벌에 뛰어들었으나, 모두 실패했다. 일단 그들의 능력은 장군이라기에는 너무나 부족했고 오히려 청담가에 가까웠으며 국고가 비었고 치밀한 계획도 없었다.
성인이 되자 정권을 잡고 있던 사도 사마욱이 정사를 돌려주었지만 목제는 이를 거절했다.
361년 5월에 재위 18년 만에 19세의 나이로 사망하고 7월에 영평릉(永平陵)에 안장되었다.

## 기년
| 목제        | 원년            | 2년        | 3년             | 4년        | 5년        | 6년        | 7년        | 8년        | 9년        | 10년       |
| ----------- | --------------- | ---------- | --------------- | ---------- | ---------- | ---------- | ---------- | ---------- | ---------- | ---------- |
| 서력 (西曆) | 345년           | 346년      | 347년           | 348년      | 349년      | 350년      | 351년      | 352년      | 353년      | 354년      |
| 간지 (干支) | 을사(乙巳)      | 병오(丙午) | 정미(丁未)      | 무신(戊申) | 기유(己酉) | 경술(庚戌) | 신해(辛亥) | 임자(壬子) | 계축(癸丑) | 갑인(甲寅) |
| 연호 (年號) | 영화(永和) 원년 | 2년        | 3년             | 4년        | 5년        | 6년        | 7년        | 8년        | 9년        | 10년       |
| 목제        | 11년            | 12년       | 13년            | 14년       | 15년       | 16년       | 17년       |            |            |            |
| 서력 (西曆) | 355년           | 356년      | 357년           | 358년      | 359년      | 360년      | 361년      |            |            |            |
| 간지 (干支) | 을묘(乙卯)      | 병진(丙辰) | 정사(丁巳)      | 무오(戊午) | 기미(己未) | 경신(庚申) | 신유(辛酉) |            |            |            |
| 연호 (年號) | 11년            | 12년       | 승평(昇平) 원년 | 2년        | 3년        | 4년        | 5년        |            |            |            |